# Elisabet Karlsson
Elisabet Karlsson, född den 12 juni 1861 i Sunnersbergs socken i Skaraborgs län, död den 23 juli 1888 i Kongo, var en svensk missionär som verkade inom Svenska Missionsförbundets (SMF) kongomission i Nedre Kongo (Bas-Congo) i dåvarande Fristaten Kongo. Hon var en av de tre första kvinnliga missionärerna som reste till Kongo. De två andra var Wilhelmina Svensson (1861–1890) och Anna Andersson (1863-1889).

## Biografi
Elisabet Karlsson genomgick Elsa Borgs bibelkvinnohem åren 1887–1888. Avskildes till missionär påskdagen 1888 och avreste från Sverige i april samma år tillsammans med Wilhelmina Svensson och Anna Andersson. Den 17 april steg de på ångbåten Afrikaan i Rotterdam för att resa till Kongo tillsammans med Magnus Rangström (1860–1892) och Karl Theodor Anderson (1864–1949) som hade avrest från London den 14 april. Strax efter ankomsten i maj insjuknade Elisabet Karlsson i tyfus och avled två månader senare, den 23 juli, vid Tunduwa missionsstation. Anna Andersson blev allvarligt sjuk i TBC och avled vid Mukimbungu missionsstation den 22 januari 1889, efter att Wilhelmina Svensson vårdat henne och tidvis andra sjuka kollegor.

## Svenska Missionsförbundet
Svenska Missionsförbundet (senare Svenska Missionskyrkan) beslöt 1880 att börja mission i Kongo. Missionen blev självständig 1884 efter 5 års samarbete med Livingstone Inland Mission. Man arbetade bl.a. med att utarbeta ett skriftspråk för kikongo och översätta Bibeln till detta språk. Under åren 1881–1911 sändes över 100 missionärer till Kongo.